# 헤시피넓적코박쥐
헤시피넓적코박쥐(Platyrrhinus recifinus)는 주걱박쥐과(신세계잎코박쥐과)에 속하는 박쥐의 일종이다. 학명과 일반명은 브라질의 헤시피 시의 이름에서 유래했으며, 1901년 올드필드 토마스(Oldfield Thomas)가 처음 기록했다. 이전에는 "취약종"으로 간주했지만, 2008년 국제 자연 보전 연맹(IUCN)이 "관심대상종"으로 재분류하였다. 그러나 브라질에서는 서식지 감소 때문에 멸종위기종으로 간주하고 있다. 알려진 아종은 없다.

## 특징
헤시피넓적코박쥐는 스테노데르마아과 박쥐 중에서 평균 크기로 전체 몸길이는 58~93mm, 몸무게는 14~19g이다. 분포 지역의 북부 지역 개체군은 남부 지역의 개체군 보다 일반적으로 약간 작다. 진한 갈색부터 회색빛까지 띠며, 상체보다 하체가 더 연하다. 머리 윗면에 뚜렷하게 보이는 두 줄의 넓은 흰 줄무늬 털이 나 있으며, 뺨 위의 줄무늬는 더 좁고 덜 뚜렷하다. 다리 사이의 비막은 U자 형태의 테두리를 갖고 있으며, 뒷쪽 테두리는 무성한 털이 덮여 있다.

## 분포 및 서식지, 먹이
헤시피넓적코박쥐는 북쪽의 세아라주부터 남쪽으로 산타카타리나주까지 주로 브라질 대서양림에서 서식한다. 세하두 사바나 지역 경계와 브라질 카팅가 관목지대에서도 발견되며, 기아나와 수리남에서도 발견되는 논란이 되는 보고도 있다. 해발 고도 200~1530m의 나무 속, 또는 동굴 속에서 서식한다. 일부 다른 박쥐 종과 비교하여 상대적으로 적고, 각 지역에 3~10마리씩 산다. 과일과 꽃, 특히 무화과 열대와 대형 나방 등을 먹는다.